# 李贵富 (1965年)
李贵富（1965年9月—），河北省唐山市人，中华人民共和国政治人物。

## 生平
1965年9月，李贵富出生在生河北省唐山市。1981年12月，李贵富在丰南县食品公司工作。1982年6月，李贵富进入政界，成为丰南县人民政府环保科的一名科员，1983年11月转任丰南县水产局科员，1989年6月升任副股长，1990年11月升任股长。1991年1月，李贵富加入中国共产党。1996年9月，李贵富调任中共黑沿子镇党委副书记、镇长，1998年2月升任书记。2001年10月，李贵富升任丰南市人民政府副市长。
2002年8月，李贵富调任唐山市丰南区人民政府副区长，后来兼任农工委书记、区委常委，2009年3月升任常务副区长，2011年8月出任区委副书记，2013年5月出任区长。
2015年11月，李贵富调任中共遵化市委书记兼清东陵保护区党工委书记，2017年1月兼任河北遵化经济开发区党工委书记。
2019年4月，李贵富调任唐山市人民政府副市长，2021年8月转任唐山市人大常委会副主任，2022年10月兼任中共迁西县委书记，2023年10月兼任市总工会主席。2023年底，迁西县退休干部马树山因通过邮寄信件给河北省、唐山市及迁西县党政领导干部，反映、举报李贵富等人在“用人、城市建设”等方面存在的问题，遭到迁西县公安局带走并刑事拘留，之后迁西县检察院批捕并且对马树山提起公诉指控马树山涉嫌“诽谤罪和诬告陷害罪”两项罪名，媒体曝光后，2024年1月15日，迁西县检察院以“不存在犯罪事实”对马树山撤回起诉并且释放。

### 落马
2024年4月9日，李贵富涉嫌严重违纪违法接受河北省纪委监委纪律审查和监察调查。其前任李建忠在4月5日接受调查。